# Käldersö
Käldersö är en ö i Finland.   Den ligger i kommunen Pargas i den ekonomiska regionen  Åboland  och landskapet Egentliga Finland, i den sydvästra delen av landet, 190 km väster om huvudstaden Helsingfors. Arean är 3,4 kvadratkilometer.
Terrängen på Käldersö är mycket platt. Öns högsta punkt är 26 meter över havet. Den sträcker sig 3,1 kilometer i nord-sydlig riktning, och 2,8 kilometer i öst-västlig riktning.
I övrigt finns följande på Käldersö:
- Finnö (en ö)
- Kattgrunden (en ö)
- Sundholm (en ö)
- Vantmo (en ö)